# Compañía de Ingenieros Anfibios
La Compañía de Ingenieros Anfibios (CKIA) es una unidad táctica de ingenieros de la Infantería de Marina de la Armada Argentina con asiento en Puerto Belgrano y con dependencia de la Brigada Anfibia de Infantería de Marina.

## Reseña
Creado el 27 de diciembre de 1947, participó del despliegue a Tierra del Fuego brindando apoyo junto con la Compañía de Ingenieros 7 del Ejército.
En la guerra del Atlántico Sur desplegó en el Teatro de Operaciones Malvinas bajo la órbita de la Agrupación de Ingenieros Malvinas integrada con elementos del Ejército. La unidad táctica instaló obstáculos, minas, fortificaciones, etc. en la zona de Puerto Argentino. Así, presentó la batalla y tuvo cuatro muertos en combate (un cabo segundo y tres soldados clase 1962).
Desde 2023 se halla asignada en la Brigada Anfibia de Infantería de Marina.